# Crucea „Pentru apărarea Transnistriei”

Crucea "Pentru apărarea Transnistriei"

Reversul crucii "Pentru apărarea Transnistriei"

Crucea "Pentru apărarea Transnistriei" este una dintre decorațiile auto-proclamatei Republici Moldovenești Nistrene. Ea a fost înființată prin decret al președintelui RMN, Igor Smirnov.

## Descriere
Crucea "Pentru apărarea Transnistriei" este decernată celor care au luptat în Războiul civil din Republica Moldova din anul 1992, de partea forțelor separatiste transnistrene. 